# Porikologos
Porikologos – XII-wieczna bizantyjska satyra polityczna. Bohaterami są różne owoce prowadzące rozprawę sądową przeciw nadużywaniu wina. Tekst godzi w bizantyjskie urzędy dworskie i dygnitarzy. Stroną pozwaną jest winogrono, inne owoce występujące w Porikologosie to np. pigwa (król), gruszka (protonariusz), czy dynia (sędzia wojskowy).
Geneza utworu prawdopodobnie wywodzi się z Brumaliów, bizantyjskiego karnawału, przy świętowaniu którego tłum obiegały tego typu fraszki.